# 제럴드 포드
제럴드 루돌프 포드 주니어(영어: Gerald Rudolph Ford Jr., 본명은 레슬리 린치 킹 주니어(영어: Leslie Lynch King Jr.), 1913년 7월 14일~2006년 12월 26일)는 1974년부터 1977년까지 대통령을 역임한 미국의 정치인이다. 대통령직을 맡기 전에 그는 1973년부터 리처드 닉슨이 사임한 1974년까지 부통령을 지냈다. 그는 전 부통령이었던 스피로 애그뉴의 사임으로 수정 헌법 25조에 따라 처음으로 부통령직에 지명된 인물이다. 리처드 닉슨이 1974년 8월 9일에 사퇴함에 따라 그는 선거에 당선되지 않은 채 대통령과 부통령이 된 최초의 인물이 되었다. 부통령이 되기 전에는 하원에서 미시간 5구에서 13선을 역임하면서 공화당 하원 원내대표를 역임하였다.
대통령으로서, 그는 헬싱키 협정에 서명함으로써 냉전 체제에서 데탕트 움직임을 보였다. 베트남 문제에서는 남베트남이 북베트남에 함락되면서 미국은 최종적으로 베트남에서 물러나게 되었다. 국내 문제에서는 대공황 이후 가파른 인플레이션과 경기후퇴로 인해 40년만에 최악의 경제 위기를 맞았다. 재임 동안 가장 논란이었던 결정은 워터게이트 사건과 관련된 닉슨의 혐의를 사면한 것이었다. 그가 맡는 동안 외교 정책에서 대통령의 권한이 억제되면서 대신 의회의 권한이 강화되는 경향을 보이게 된다. 1976년 대선에서 그는 공화당 예비경선에서 전 캘리포니아 주지사 로널드 레이건을 꺾고 후보에 지명되었다. 그러나 11월 2일 선거일에 그는 민주당의 전 조지아 주지사 지미 카터에게 패해 재선에 실패하였다.
대통령직에서 물러난 이후에도 포드는 공화당 내에서 활동하였다. 건강 악화를 겪기 시작한 후 그는 2006년 12월 26일에 사망하였다. 그는 대통령직에서 895일밖에 재임하지 않아 5번째로 짧은 임기를 지낸 대통령이지만, 93세 165일 동안 산 결과 현재까지 세 번째로 가장 장수한 대통령이 되었다.

## 생애

### 젊은 시절

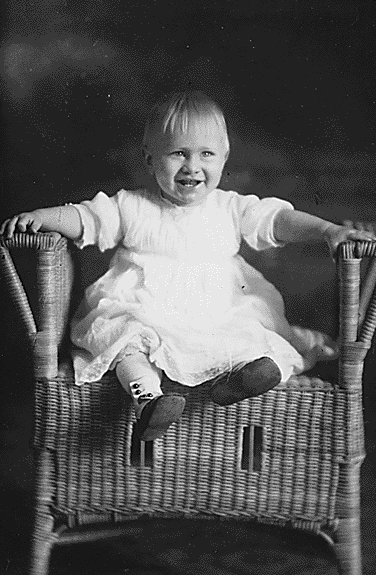
1914년 1살의 포드

네브래스카주 오마하에서 태어났다. 그의 출생 시 성명은 레슬리 린치 킹 주니어(Leslie Lynch King, Jr.)였다. 그의 부모는 그가 태어난 지 얼마 지나지 않아 별거하였고, 어머니는 그를 데리고 미시간주 그랜드래피즈로 옮긴 후 남편과 이혼하였다. 그 후 어머니는 제럴드 루돌프 포드(Gerald Rudolff Ford)와 재혼하였다. 친부는 그의 친권을 포기하였고, 그는 계부의 가문에 입적되어 계부의 이름을 물려받아 제럴드 루돌프 포드 주니어(Gerald Rudolph Ford, Jr.)라는 이름을 얻었다. 어머니가 재혼한 것은 그가 너무 어릴 때였고, 새아버지는 그를 친아들처럼 잘 대해주었기 때문에, 그는 17세가 될 때까지 계부를 친부로 알고 자랐다. 그랜드래피즈에서 성장한 그는 미시간 대학교에 진학하여 경제학을 전공하였고, 재학 중에 미식축구 선수로 활약하기도 했다.

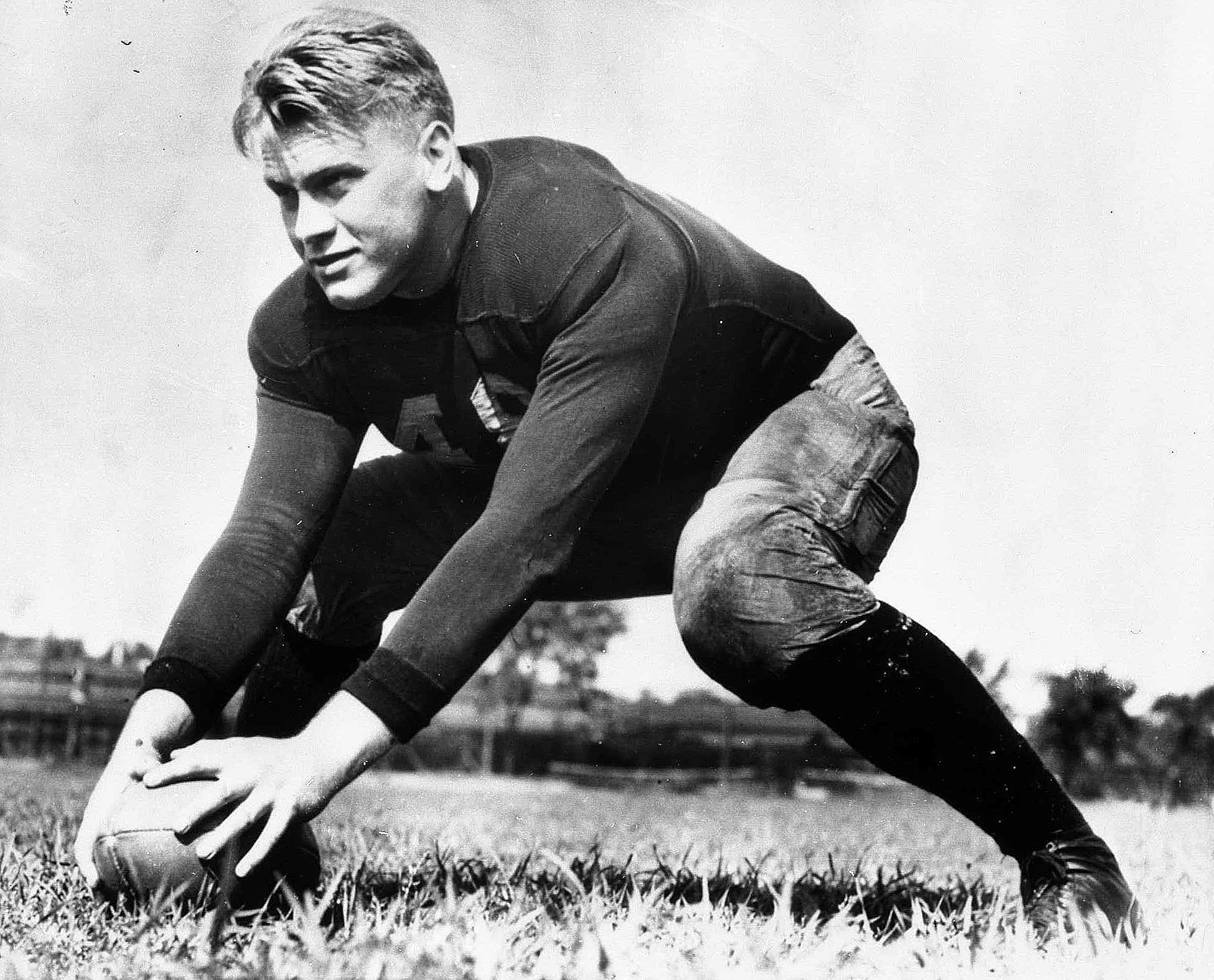
1933년 미시간대 축구 선수 시절의 포드

1945년 미 해군복장을 입은 포드

미시간대를 졸업한 뒤 예일 로스쿨로 진학하여 권투 코치, 미식축구 코치로 아르바이트하며 로스쿨을 상위 25% 성적으로 졸업했다. 그리고 미식축구 선수로서의 자질도 상당하여 프로구단에서 스카우트 제의가 들어온 적도 있었지만 포드는 이를 거절하고 잠시 변호사생활을 하다가 제2차 세계 대전때 존 F. 케네디와 리처드 M. 닉슨처럼 해군으로 참전했고, 1948년에 하원의원에 당선되는 것으로 포드의 정치인생은 시작되었다.

### 정치 생활
성실하고 정직하다는 평판 외에는 별 특징 없는 의원이라는 평도 들었으나, 하원의원에 여러 차례 재선되면서 자신의 정치적 영역을 확대해 나갔다. 1965년에는 하원의 공화당 대표로 선출되었다. 그러다가 1973년 부통령 스피로 T. 애그뉴가 뇌물 사건에 연루되어 사임하게 되자 리처드 M. 닉슨 대통령은 하원의 공화당 대표인 그를 부통령으로 지명하여, 부통령자리에 올랐다. 그러다가 1974년 8월 9일, 닉슨이 워터게이트 사건으로 탄핵당하기 직전에 사임하여, 그날 포드는 닉슨 부부를 헬리콥터에 태워 떠나보낸 뒤 백악관에 돌아와 선서를 하고 대통령 선거에는 나선 적은 없었지만, 미국의 제38대 대통령에 취임하게 되었다.

#### 대통령 재임 기간

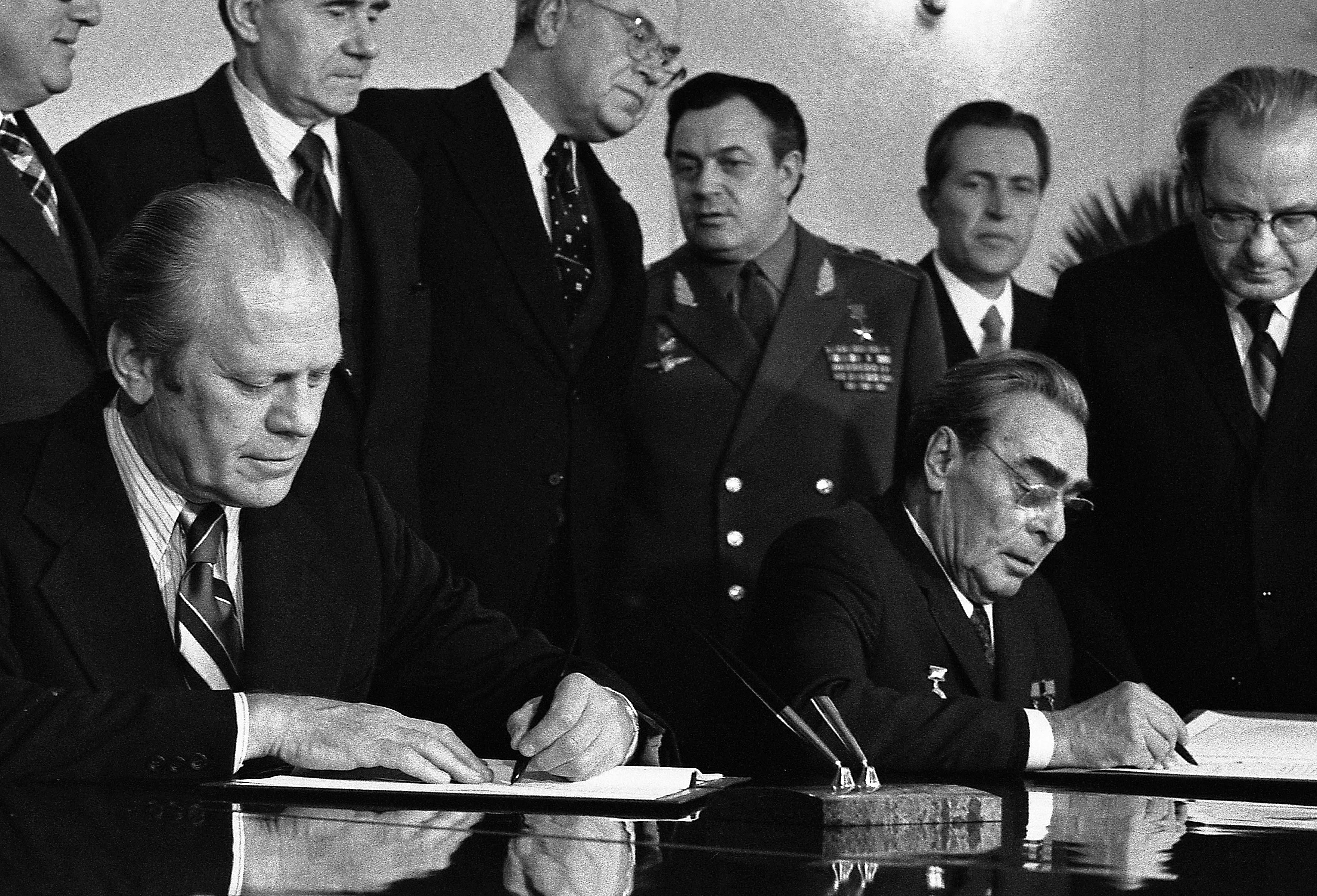
1974년 소련 블라디보스토크에서 레오니트 브레즈네프를 만난 포드(왼쪽)

그로부터 꼭 30일 뒤, 포드는 닉슨을 사면하며 국민에게 호소했지만, 그의 말은 모든 미국민이 듣고 싶어하던 것이었지만 아직 닉슨을 용서하기에는 너무 이른 때여서 결국 재선이 막히게 되는 결과를 가져오고 말았다.
그는 취임 직후인 1974년 9월 12일, 흑백차별문제에 대한 조처로 통학버스의 흑인과 백인 차별을 금지시켰다. 그렇지만, 이에 불만을 품은 백인 부모들이 등교를 거부하고 폭동까지 일으키자 포드는 군대를 동원하여 통학버스에서 흑인 학생들을 보호하도록 조치하였다. 그런 만큼 백인들 사이에서는 포드의 흑백정책에 불만을 품은 자들도 많아 1975년 9월 5일에는 캘리포니아주 새크라멘토에서, 그리고 그 해 9월 22일에는 캘리포니아주 샌프란시스코에서 그에 대한 저격미수사건이 벌어지기도 하였다. 이와 같이 닉슨에 대한 사면과 부진한 경제 상황, 매끄럽지 못한 사회 갈등 처리 등으로 인하여 선거전 전에 그의 대한 불만을 품고 있던 다수의 미국민들이 포드를 버리고 땅콩농장을 운영하던 지미 카터를 뽑아 그는 케네디 임기(2년 10개월)보다도 짧은 2년 반동안만 재임하게 하였다. 1976년 7월 4일을 기하여 조지 워싱턴 초대 미국 대통령에게 명예역 미국 대원수 계급 추서를 함으로써 아직도 선거 없이 당선된 전무후무 미국 대통령으로서 사회적 채무를 갚는 의례를 치렀으며 결국 그는 대통령 선거에서 당선된 적 없이 대통령에 재임한 후 물러나게 된 것이었다.

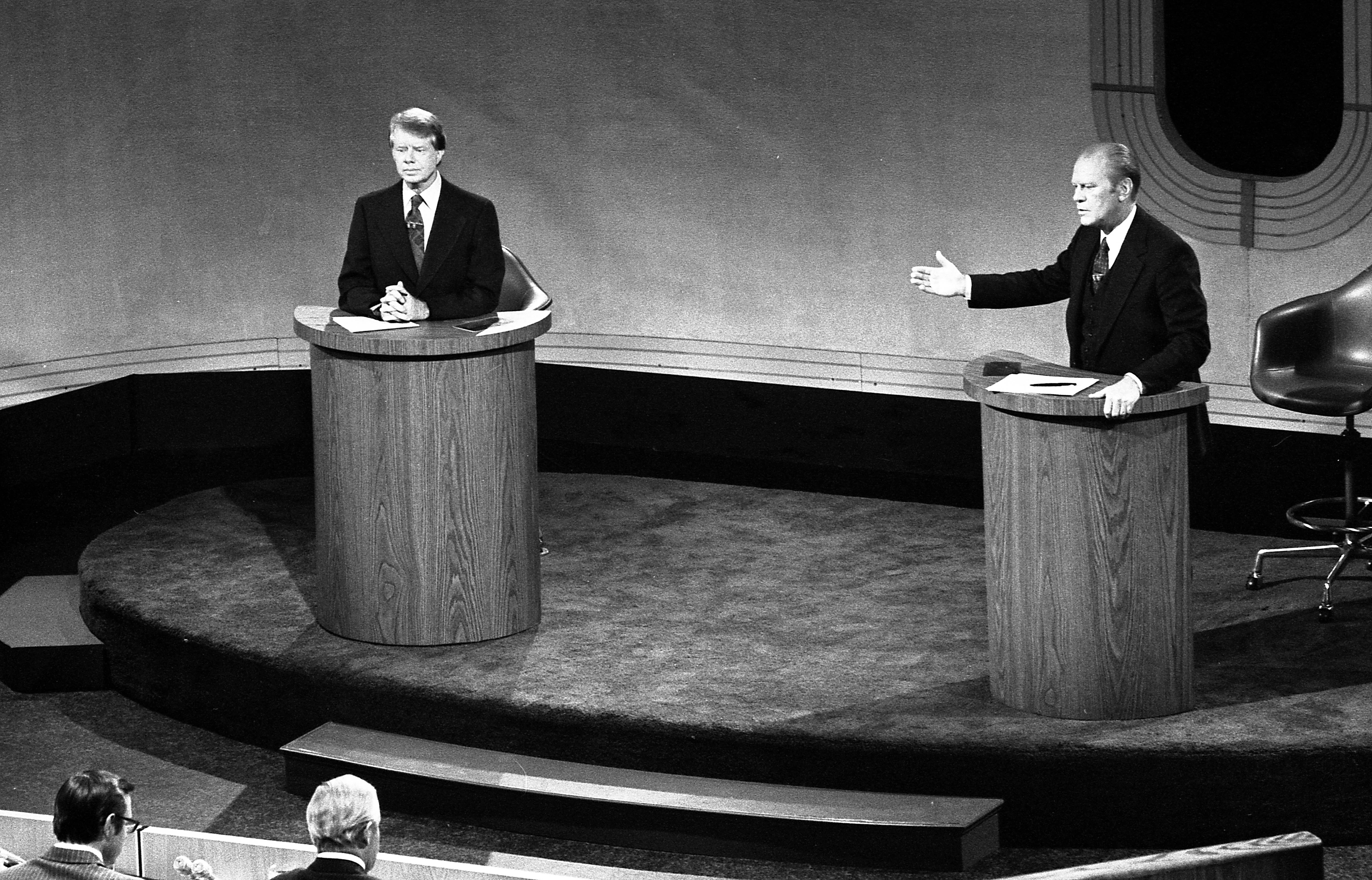
1976년 9월 23일, 포드(오른쪽)와 지미 카터

#### 재임 기간의 문제
포드 정부의 가장 심각한 문제는 역시 경제였고, 1975년 4월, 베트남 전쟁의 총성은 멎었지만, 베트남 전쟁에 마구 퍼부은 전쟁비용으로 경제는 거의 파탄 상황에 이르러 미국 역사상 전쟁이 아닌 때를 기준으로 삼는다면 최악의 인플레이션을 기록하였으며, 물가는 상승하고, 소비는 침체되고, 실업률은 높아만 가는 악성 스태그플레이션이 계속되어 미국은 1930년 이래 최악의 불경기에 시달리고 있었다. 그러나 포드는 다른 모든 대통령들처럼 경제난을 인정하려 들지는 않아 전에 없이 좋았던 포드와 의회, 언론과의 관계도 계속되는 경제난과 포드의 고집으로 크게 악화되어갔고, 따가운 여론의 비판에도 불구하고 포드는 경제정책을 바꾸려 하지 않았다.
인플레를 잡기 위해서는 세금을 감면해야 한다는 게 그의 정책이었지만, 1975년 산더미처럼 쌓인 빚으로 뉴욕 시가 파산지경에 이르자 포드는 어쩔 수 없이 뉴욕 시의 빚을 갚기 위해 세금인상을 허용했고, 포드가 정책을 바꾼 것이냐는 언론의 질문에 비서관 론 네이슨은 재치있게 비껴가기도 하여 고집스러운 포드의 태도는 의회와도 충돌을 빚었다.

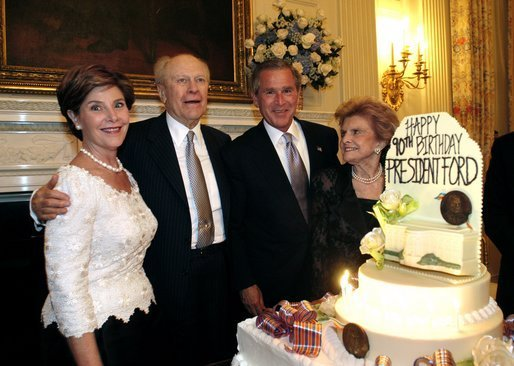
2003년 90세 생일을 맞은 포드

1973년, 1974년에 일어난 제1차 유류 파동으로 원유가격이 폭등하자 포드는 석유가격을 올려 소비를 억제하려고 했지만 의회는 오히려 가격을 내려 포드의 정책을 반대하는 등 충돌이 거듭되어 닉슨이 5년 반 동안 42개의 예산안을 거부한 데 비해 포드는 2년 반 동안 무려 66개를 거부했을 정도였다.
수렁에 빠져 허덕이는 경제와 포드의 융통성 없는 정책, 그리고 닉슨 사면에 대한 따가운 시선의 불리한 조건에서 포드는 1976년 선거에 뛰어들었다. 불리한 조건으로 인하여 공화당 대통령 후보 지명조차 장담할 수 없는 상황이었다. 공화당 대통령 후보 지명을 놓고 로널드 레이건과 경쟁한 결과 1,187 대 1,070으로 간신히 후보로 지명되었으나, 변화와 쇄신을 원했던 미국민들은 민주당 후보 지미 카터를 선택하였다.

### 퇴임 후

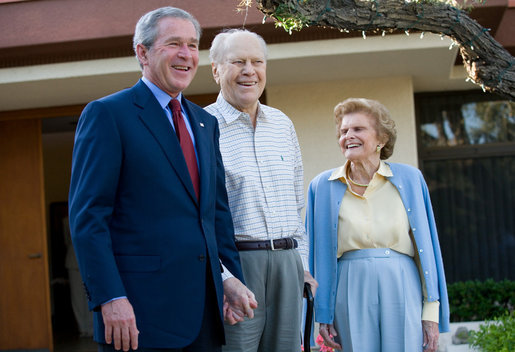
2006년 4월 23일 조지 W. 부시 대통령과 그의 부인 베티 포드와 찍은 사진

비록 2년 반의 짧은 대통령 임기였지만 포드는 해리 S. 트루먼과 같이 정직하고 친절한 보통사람 대통령 시대를 열었고, 그의 부인 베티 포드 여사는 미국민의 큰 사랑을 받은 퍼스트 레이디로 낙태문제와 여성의 권리증직 등을 위해 노력해왔고, 1974년 자신이 유방암에 걸린 사실을 공개하여 세상을 놀라게 하였고, 1982년에 설립된 베티포드센터는 마약, 알콜중독자 구제활동을 벌이는 사회사업단체로 선두를 달리고 있다.
캘리포니아주 랜초미라지에 정착하여 여생을 보내다가 그곳에서 93세 165일을 일기로 2006년 12월 26일 사망했다. 워싱턴에서 국장이 치러진 후 그가 성장한 미시간주 그랜드래피즈에 묻혔다.

### 평가

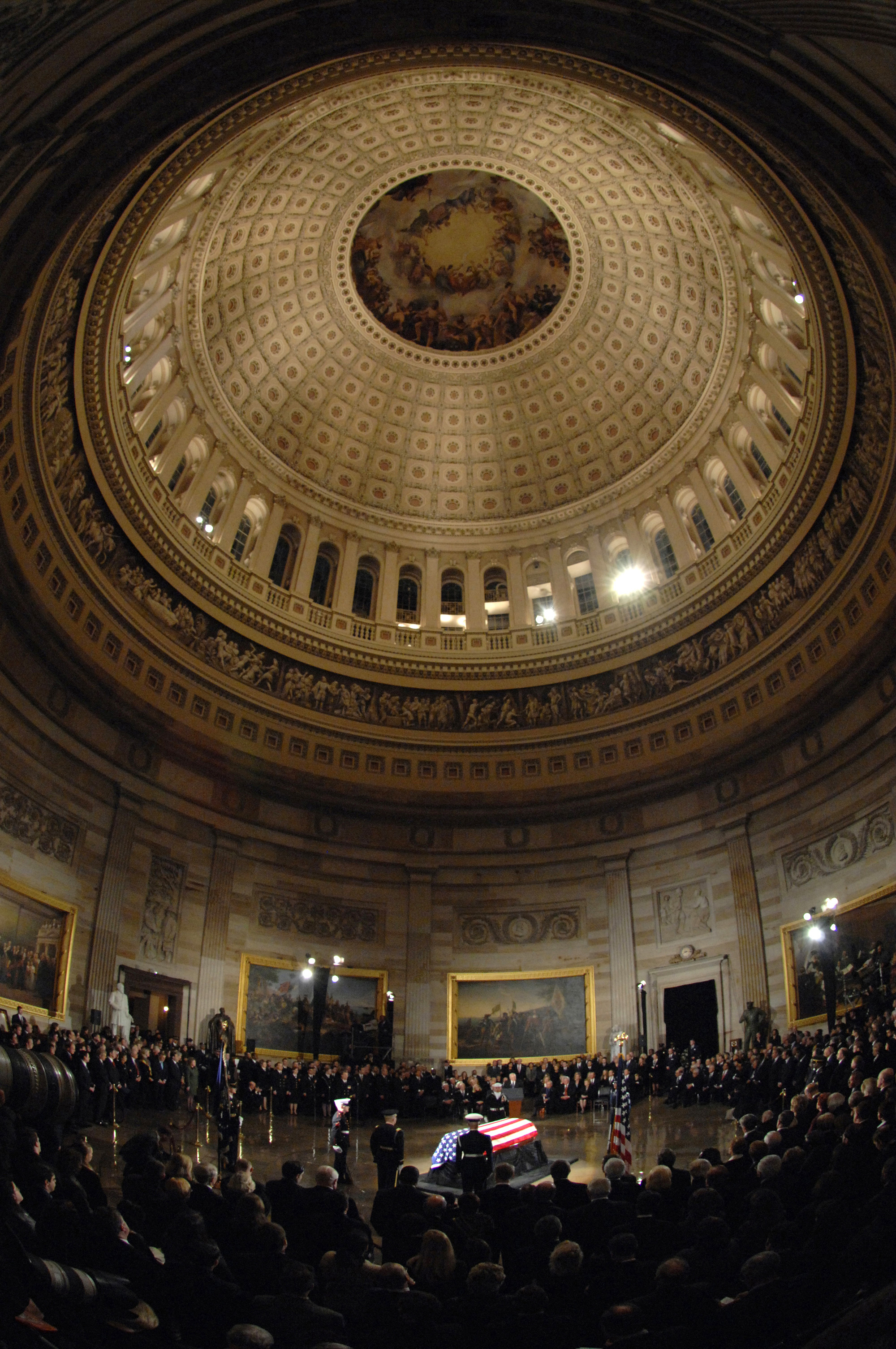
2006년 12월 30일, 포드의 장례식

포드의 인생철학은 단순하였고, 그런 만큼 융퉁성도, 잔꾀도 없는 성실한 인물이었다. 그리고, 그에 대한 평은 "마음은 따뜻하지만 머리는 별로 좋지 않았던 대통령"이라고 평했던 어느 신문 편집장의 평과 "내가 아는 사람 중에서 껌 씹는 것과 방귀를 뀌는 것을 동시에 못하는 유일한 사람이다"라는 평을 한 린든 B. 존슨 대통령의 평을 들 수가 있다.

## 기타
제럴드 포드는 미국 대통령들 중 유일하게 두 번 암살당할 뻔 한 대통령이다. 첫 번째는 자신이 추종하던 살인범 찰스 맨슨의 석방을 주장하던 라넷 프롬, 두 번째는 정신병력이 있는 가정 주부 사라 제인 무어였다.
1976년 미국 독립 200주년 기념식에서 초대 대통령 조지 워싱턴을 대원수로 추증하였다.
제럴드 R. 포드급 항공모함은 그의 이름에서 명칭을 따왔다.

## 같이 보기
- 워터게이트 사건
- 워터게이트 침입

## 역대 선거 결과
| 선거명      | 직책명                     | 대수 | 정당   | 득표율 | 득표수(선거인단)     | 결과 | 당락                    |
| ----------- | -------------------------- | ---- | ------ | ------ | -------------------- | ---- | ----------------------- |
| 1948년 선거 | 하원의원(미시간 제5선거구) | 81대 | 공화당 | 60.51% | 74,191표             | 1위  | 미시간주 하원의원 당선  |
| 1950년 선거 | 하원의원(미시간 제5선거구) | 82대 | 공화당 | 66.74% | 72,829표             | 1위  | 미시간주 하원의원 당선  |
| 1952년 선거 | 하원의원(미시간 제5선거구) | 83대 | 공화당 | 66.26% | 109,807표            | 1위  | 미시간주 하원의원 당선  |
| 1954년 선거 | 하원의원(미시간 제5선거구) | 84대 | 공화당 | 63.26% | 81,702표             | 1위  | 미시간주 하원의원 당선  |
| 1956년 선거 | 하원의원(미시간 제5선거구) | 85대 | 공화당 | 67.14% | 120,349표            | 1위  | 미시간주 하원의원 당선  |
| 1958년 선거 | 하원의원(미시간 제5선거구) | 86대 | 공화당 | 63.64% | 88,156표             | 1위  | 미시간주 하원의원 당선  |
| 1960년 선거 | 하원의원(미시간 제5선거구) | 87대 | 공화당 | 66.84% | 131,461표            | 1위  | 미시간주 하원의원 당선  |
| 1962년 선거 | 하원의원(미시간 제5선거구) | 88대 | 공화당 | 67.04% | 110,043표            | 1위  | 미시간주 하원의원 당선  |
| 1964년 선거 | 하원의원(미시간 제5선거구) | 89대 | 공화당 | 61.22% | 101,810표            | 1위  | 미시간주 하원의원 당선  |
| 1966년 선거 | 하원의원(미시간 제5선거구) | 90대 | 공화당 | 68.39% | 87,914표             | 1위  | 미시간주 하원의원 당선  |
| 1968년 선거 | 하원의원(미시간 제5선거구) | 91대 | 공화당 | 62.75% | 105,085표            | 1위  | 미시간주 하원의원 당선  |
| 1970년 선거 | 하원의원(미시간 제5선거구) | 92대 | 공화당 | 61.36% | 88,208표             | 1위  | 미시간주 하원의원 당선  |
| 1972년 선거 | 하원의원(미시간 제5선거구) | 93대 | 공화당 | 61.08% | 118,027표            | 1위  | 미시간주 하원의원 당선  |
| 1973년 인준 | 미국의 부통령              | 40대 | 공화당 | 92.65% | 479표                | 1위  | 미국의 부통령 추대 승인 |
| 1976년 선거 | 미국의 대통령              | 39대 | 공화당 | 48.02% | 39,148,634표 (240명) | 2위  | 낙선                    |

## 참고 자료

### Published works
- First State of the Union Address 보관됨 2023-04-10 - 웨이백 머신.
- Second State of the Union Address 보관됨 2023-04-09 - 웨이백 머신.
- Third State of the Union Address 보관됨 2023-04-11 - 웨이백 머신.

### Libraries and museums
- Gerald R. Ford Foundation.
- Ford Library and Museum.
- National Archives materials.
- Hauenstein Center for Presidential Studies in President Ford's hometown.

### Biographies
- White House biography
- Hauenstein Center for Presidential Studies
- Brief biography of Gerald Ford
- Collection of photographs of President Ford's homes throughout his life 보관됨 2006-12-22 - 웨이백 머신
- Spartacus Educational Biography

President Ford

### Obituaries
- @ Seattle Times
- @ The Guardian
- @ Workers World

### Multimedia and other
- Audio recordings of Ford's speeches.
- Ford forced to admit the Warren Report fictionalized
- "Gerald Ford in the news" 보관됨 2007-03-05 - 웨이백 머신 - Articles from media around the world regarding Gerald Ford.
- April 23, 2006, Gerald Ford's visit with George W. Bush, the last known public photos, video footage and voice recording taken of Ford alive
- Gerald R. Ford: His Life and Presidency, (31 December, 2006). New York Times/Associated Press multimedia (registration required).